# Tomáš Janků
Tomáš Janků, född den 27 december 1974, är en tjeckisk friidrottare som tävlar i höjdhopp.
Janků har varit med vid de stora mästerskapen sedan OS 1996 där han slutade på fjortonde plats. Janků har ofta blivit femma - sexa i de större mästerskapen och hans största merit är silvret från EM 2006 i Göteborg. Han blev även bronsmedaljör vid inomhus-EM 1998.
Jankůs personliga rekord 2,34 är från EM-finalen i Göteborg.